# Hrabstwo Crawford (Missouri)
Hrabstwo Crawford (ang. Crawford County) – hrabstwo w stanie Missouri w Stanach Zjednoczonych. Obszar całkowity hrabstwa obejmuje powierzchnię 743,79 mil2 (1 926 km²). Według danych z 2010 r. hrabstwo miało 24 696 mieszkańców. Hrabstwo powstało 23 stycznia 1829 roku i nosi imię Williama Crawforda - senatora ze stanu Georgia i siódmego sekretarza skarbu Stanów Zjednoczonych.

## Sąsiednie hrabstwa
- Hrabstwo Franklin (północ)
- Hrabstwo Washington (wschód)
- Hrabstwo Iron (południowy wschód)
- Hrabstwo Dent (południe)
- Hrabstwo Phelps (zachód)
- Hrabstwo Gasconade (północny zachód)

## Miasta
- Bourbon
- Cuba
- Steelville

## Wioski
- Leasburg
- St. Cloud
- West Sullivan